# Museum Boğazkale

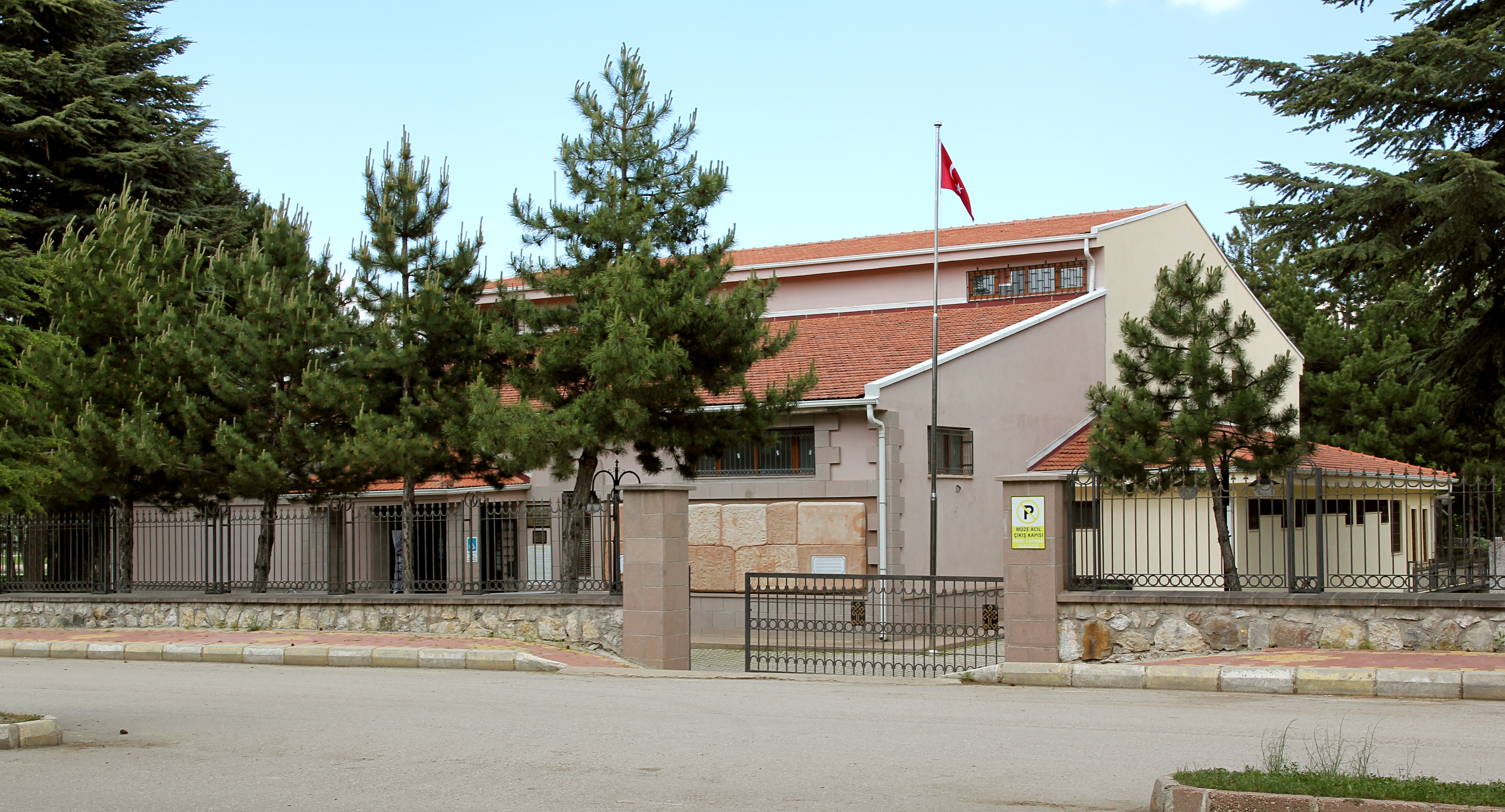
Museum Boğazkale

Das Museum von Boğazkale, auch Boğazköy Museum, türkisch Boğazkale müzesi, ist ein lokales Museum, das die Funde aus den Grabungen in der hethitischen Hauptstadt Ḫattuša und deren Umgebung zeigt. Der Fundort wird in der archäologischen Fachliteratur traditionell als Boğazköy, nach dem früheren Namen des Ortes, bezeichnet. Das Museum ist dem Archäologischen Museum der Provinzhauptstadt Çorum angegliedert. Es befindet sich im Norden des Bezirkszentrums Boğazkale an der Hitit Caddesi, etwa einen Kilometer nördlich des Grabungsbereichs. Das Museum wurde am 12. September 1966 für Besucher geöffnet. 2011 erfolgte eine Umstrukturierung. 

## Ausstellung
Der Eingangssaal enthält Funde aus der Kupfersteinzeit, der frühen Bronzezeit und der Zeit der assyrischen Handelskolonien (karum) am Beginn des 2. Jahrtausends v. Chr., weiterhin aus der Eisenzeit, der Zeit der Phryger, Galater, Römer und der Byzantiner. Im Durchgang zum nächsten Saal sind die beiden Sphinxfiguren von der (nördlichen) Innenseite des  Sphinxtores in Ḫattuša aufgestellt. Die beiden Figuren waren nach der Auffindung 1907 in stark zerstörtem Zustand in die Berliner Museen verbracht worden. Die besser erhaltene westliche Sphinx wurde 1924 nach der Restaurierung an das Archäologische Museum in Istanbul zurückgegeben, die andere verblieb zunächst in Berlin. 2011 schließlich wurde auf dringende Forderungen der Türkei auch die zweite Figur zurückgegeben. Beide wurden nach Boğazkale gebracht, wo sie seit dem 26. November 2011 Teil der Ausstellung sind. Am Sphinxtor wurden Kopien aufgestellt.
Der zweite Saal ist zweigeschossig, wobei beide Stockwerke der hethitischen Periode gewidmet sind. Die Funde im Erdgeschoss betreffen das politische und soziale Gefüge des Hethiterreichs. Im Zentrum des Raums steht in einer Vitrine ein vasenförmiges Gefäß mit einem Stierkopf, das im sogenannten Haus des Meschedi-Kommandanten ans Licht kam. Das Obergeschoss behandelt religiöse und militärische Themen sowie Schriftdokumente der Hethiter. Dazu gehören auch zahlreiche Tontafeln mit Keilschrifttexten sowie Siegelabdrücke. Zu den bedeutenden Texten gehört auch die Bronzetafel mit dem Vertrag zwischen Tudḫaliya IV. und Kurunta von Tarḫuntašša, die beim Sphinxtor gefunden wurde.
Im Außenbereich des Museums sind Artefakte aus Stein aufgestellt. Dazu gehören neben Stelen und Meilensteinen aus römischer und byzantinischer Zeit auch einige der hier gefundenen Inschriften in luwischen Hieroglyphen sowie weitere hethitische Stelen und andere Skulpturen und Fragmente.

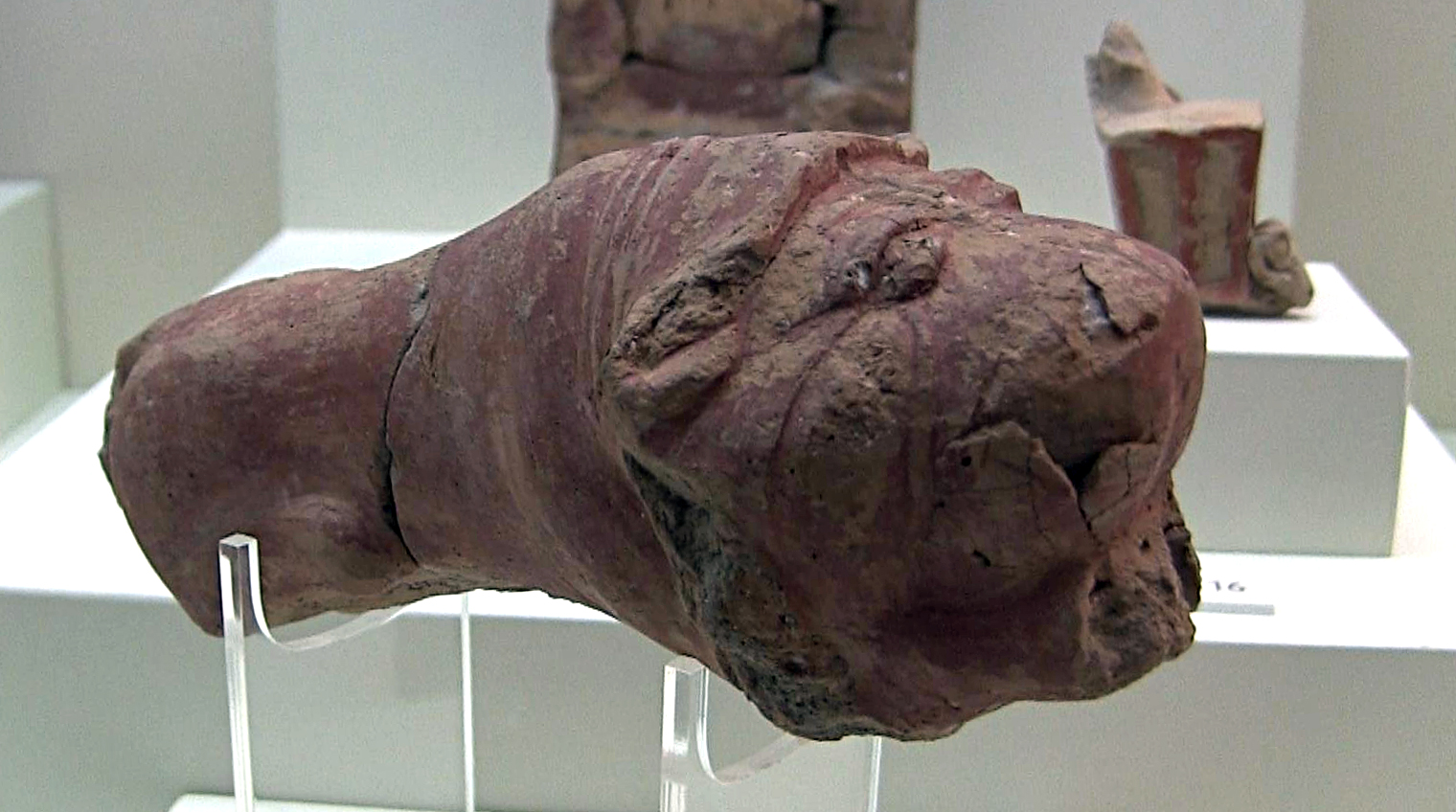
Karumzeitliche Löwenfigur
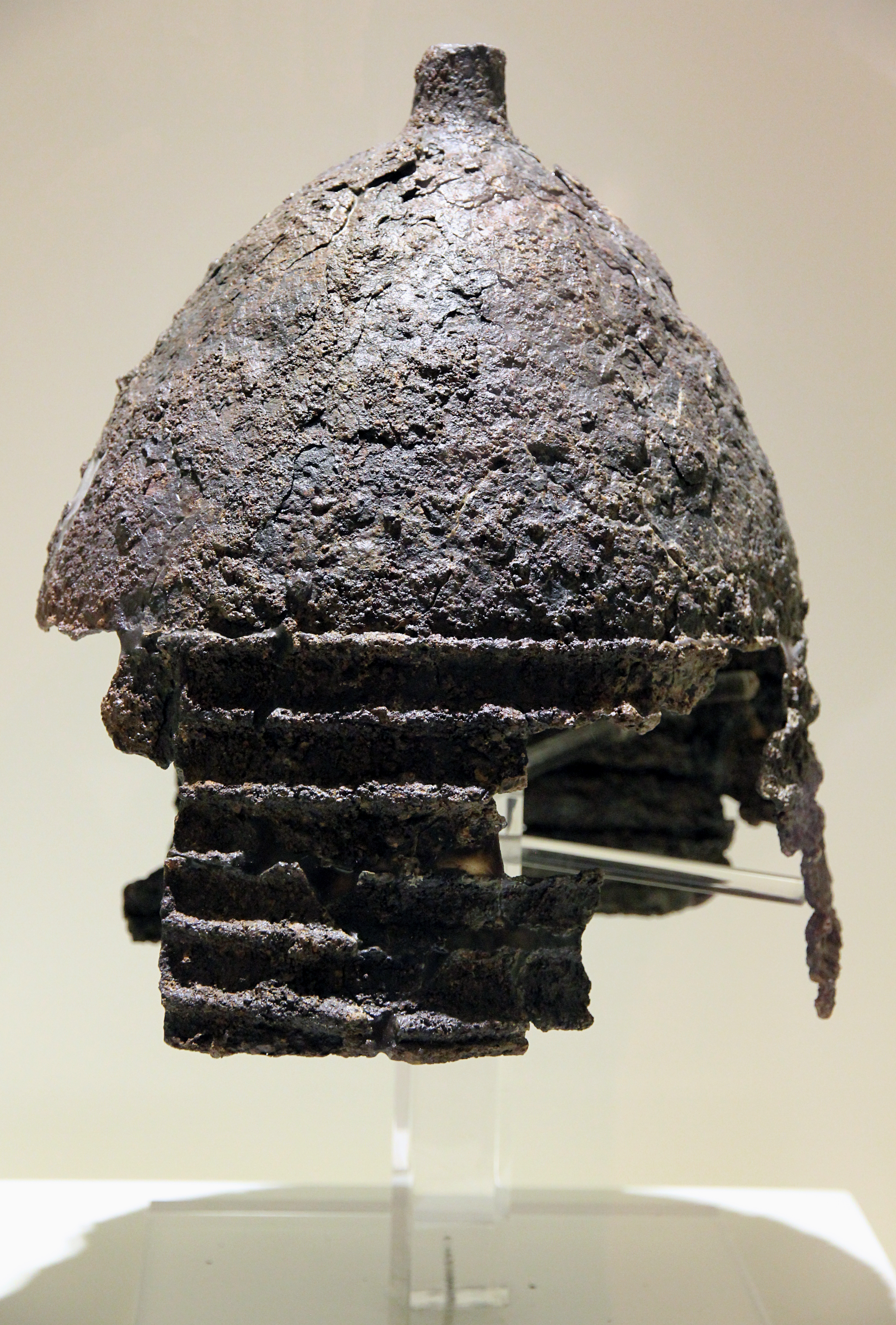
Phrygischer Helm
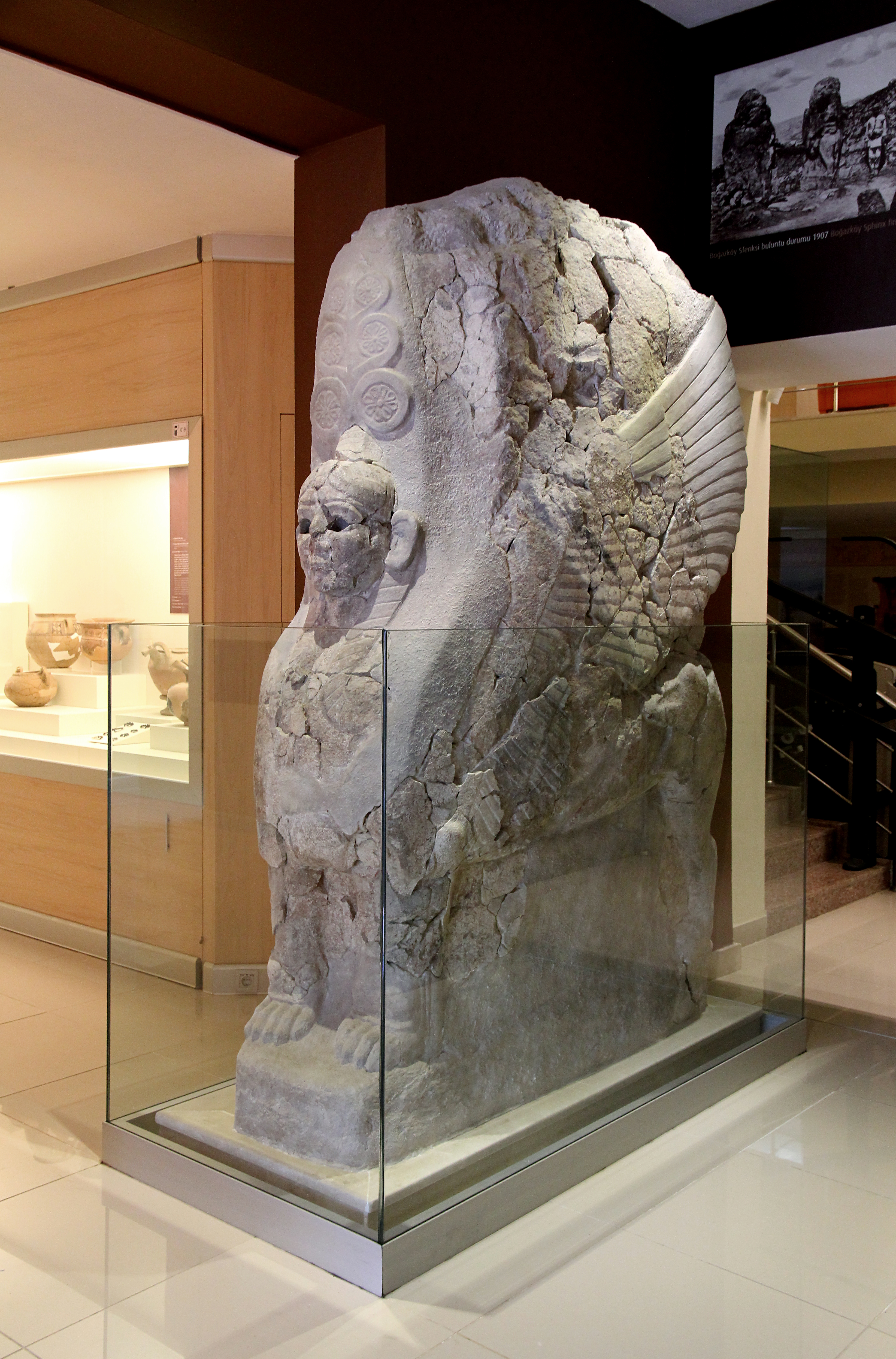
Östliche Sphinx
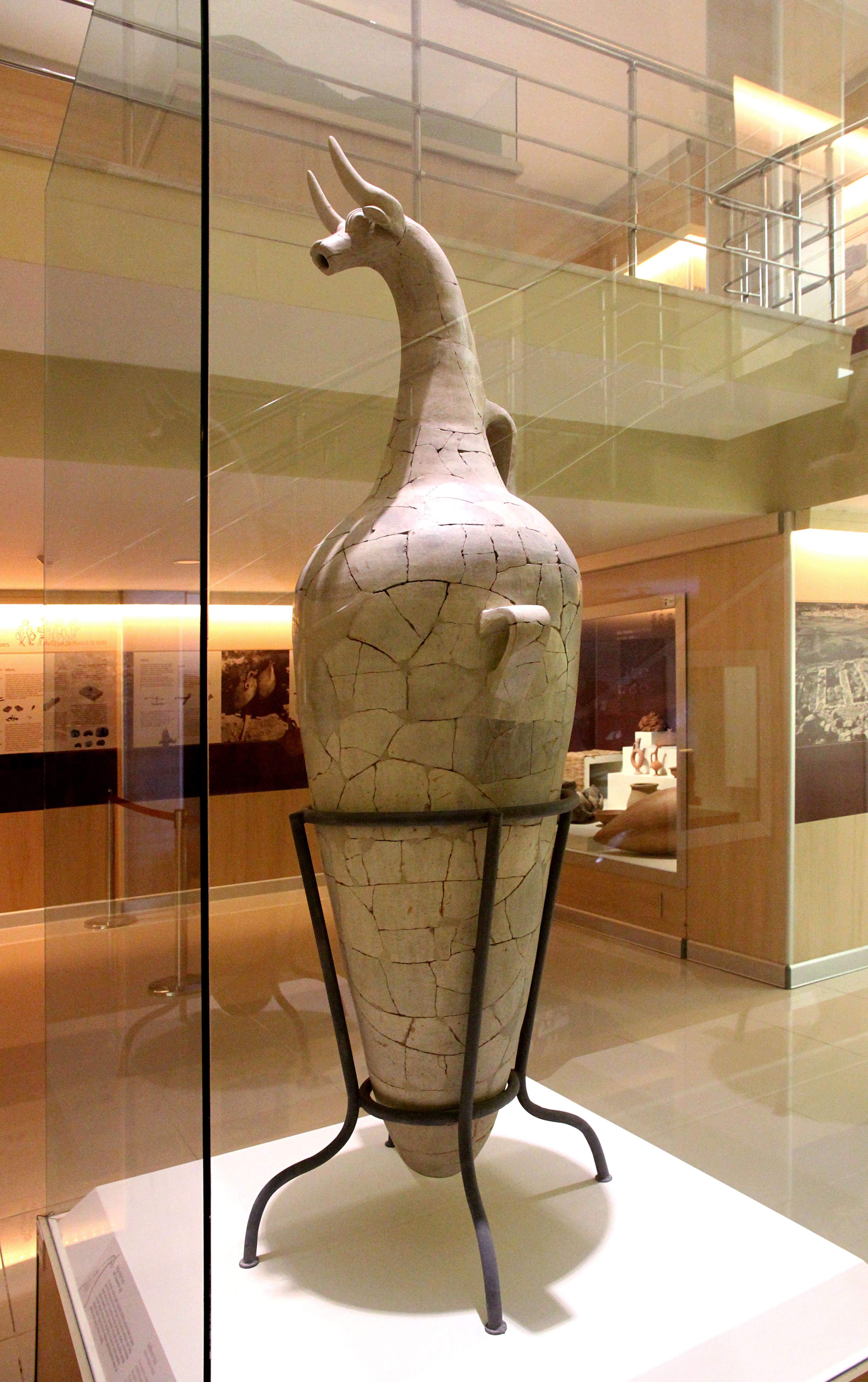
Stierkopfvase
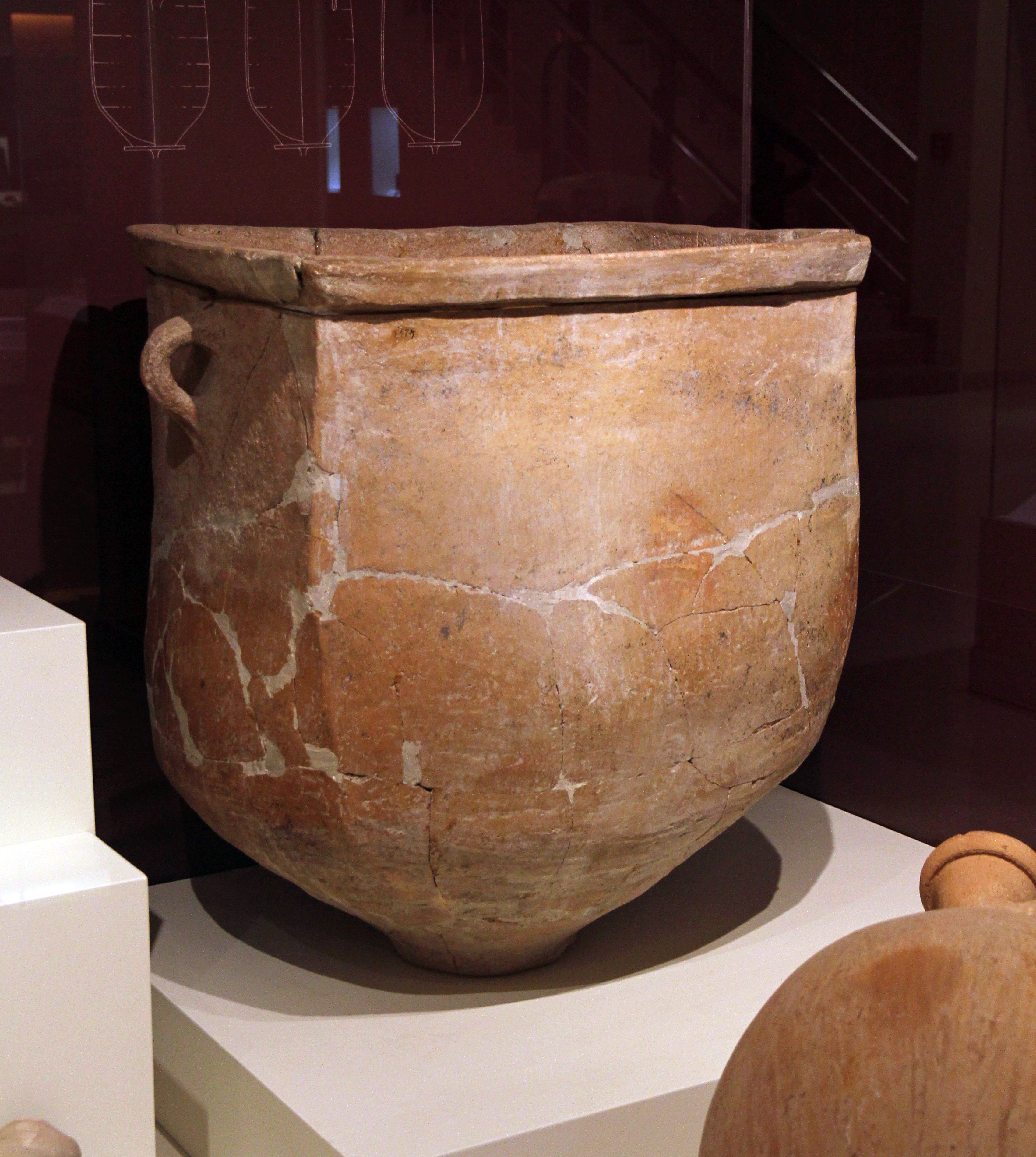
Badewanne aus einem Wohnhaus der Unterstadt
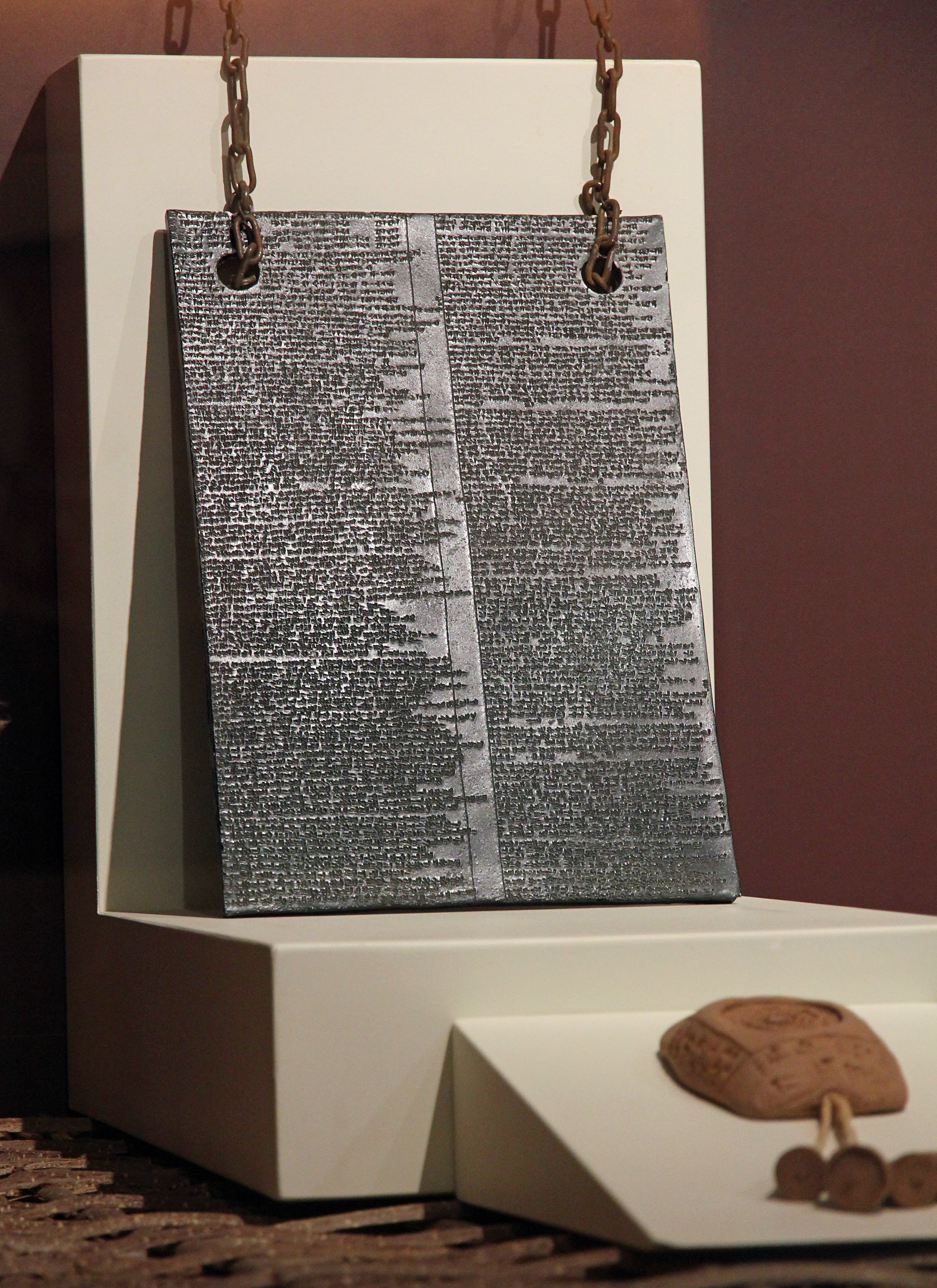
Bronzetafel mit Tudḫaliya-Kurunta-Vertrag
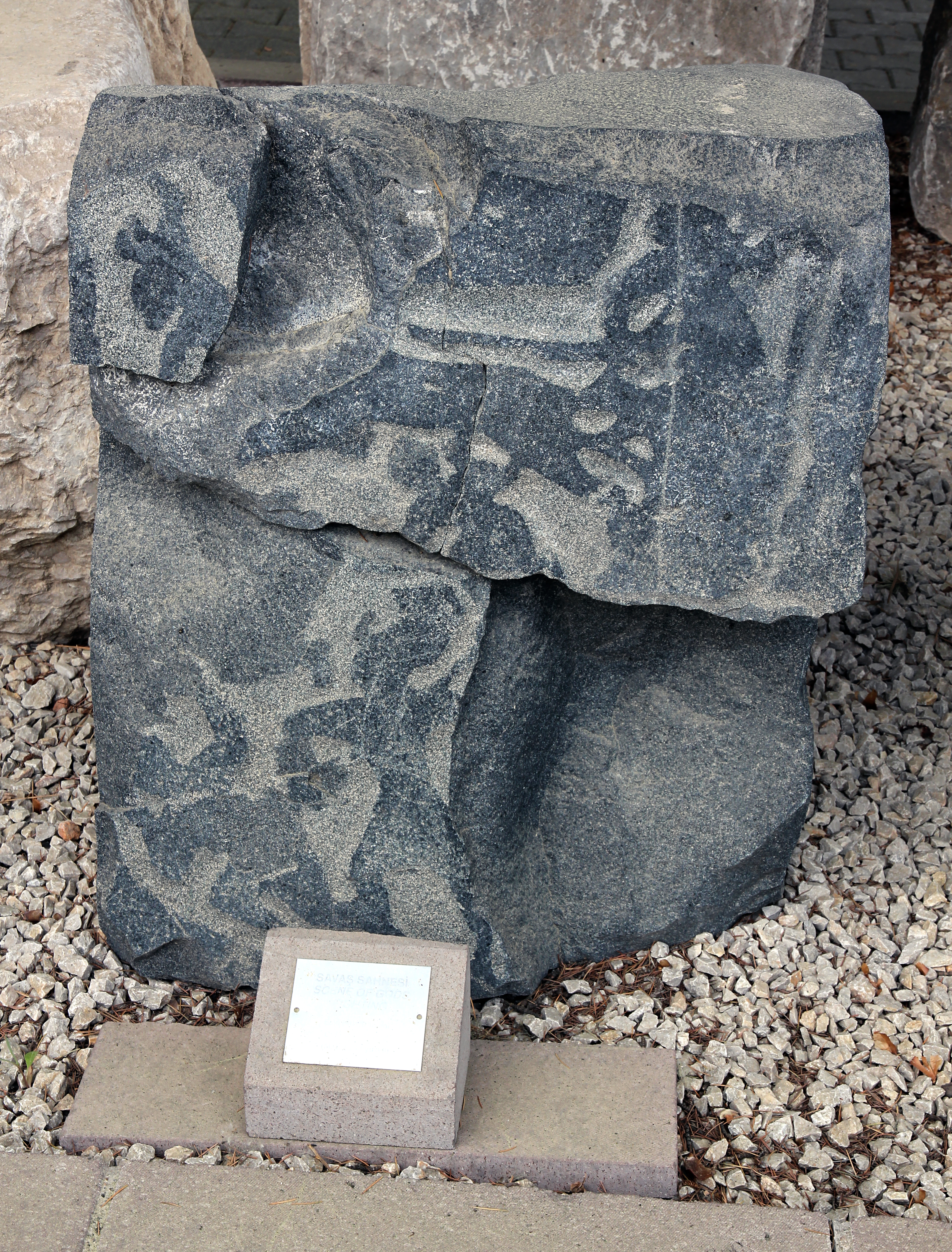
Althethitisches Relief mit Kampfdarstellungen